# Нидерланд (Тексас)
Нидерланд (енгл. Nederland) град је у америчкој савезној држави Тексас. По попису становништва из 2010. у њему је живело 17.547 становника.

## Демографија
Према попису становништва из 2010. у граду је живело 17.547 становника, што је 125 (0,7%) становника више него 2000. године.
| Група             | 2000.          | 2010.          |
| Белци             | 15.642 (89,8%) | 14.254 (81,2%) |
| Афроамериканци    | 155 (0,9%)     | 703 (4,0%)     |
| Азијати           | 352 (2,0%)     | 492 (2,8%)     |
| Хиспаноамериканци | 1.089 (6,3%)   | 1.871 (10,7%)  |
| Укупно            | 17.422         | 17.547         |